# VPItv
VPItv (Venezolanos por la Información Televisión) es un canal de televisión por internet venezolano de programación informativa, cuya sede queda ubicada en Caracas. El canal es propiedad de la actriz Fabiola Colmenares, Leonardo Trechi y Freddy Bastardo Wetter

## Historia
En diciembre de 2015, los ciudadanos de Venezuela votaron por los diputados para la IV Legislatura de la Asamblea Nacional y el canal de noticias VPItv estrenó su señal con este evento.
El canal cuenta con reporteros en la mayoría de las ciudades de Venezuela, desde donde transmiten en vivo los acontecimientos diarios del país. 
El 8 de enero de 2021 el gobierno de Nicolás Maduro envió a la comisión de Conatel que llegó a la sede de VPItv en Caracas y se llevó los equipos del medio de comunicación Después de la confiscación de los equipos, VPItv anunció el 10 de enero la suspensión momentánea de sus operaciones en Venezuela.
Actualmente la plataforma sigue transmitiendo su programación en vivo a través de plataformas digitales.

## Programación
- Alba Cecilia en directo[4]
- Al día con Sergio Novelli[5]
- Negocios y Marcas[6]
- El dato descifrado[7]
- Isnardo Bravo investiga[8]
- La Movida Caracas[9]
- Perspectivas con Gaby Perozo[10]
- Sergio en la noche[11]

## Reconocimientos
- 2019, The Napolitan Victory Awards[12]